# Nate Jaqua
Jonathan Nathan „Nate” Jaqua (ur. 28 października 1981 w Eugene) – amerykański piłkarz występujący na pozycji napastnika. Były reprezentant Stanów Zjednoczonych.

## Życiorys

### Kariera klubowa
Jaqua karierę rozpoczynał w 2000 roku w zespole Portland Pilots z uczelni University of Portland. W 2003 roku przeszedł do Minnesoty Thunder z USL First Division. W tym samym roku poprzez MLS SuperDraft trafił do Chicago Fire z MLS. W tych rozgrywkach zadebiutował 13 kwietnia 2003 w zremisowanym 1:1 pojedynku z New England Revolution. 13 września 2003 w wygranym 2:0 spotkaniu z Los Angeles Galaxy strzelił pierwszego gola w MLS. W 2003 roku zajął z zespołem 2. miejsce w MLS Cup, a także otrzymał z nim nagrodę MLS Supporters' Shield.
Pod koniec 2006 roku poprzez MLS SuperDraft trafił do kanadyjskiego Toronto FC. W jego barwach nigdy jednak nie zagrał, gdyż wkrótce po selekcji odszedł do Los Angeles Galaxy, również grającego w MLS. Pierwszy ligowy mecz zaliczył tam 9 kwietnia 2007 roku przeciwko Houston Dynamo (0:0). W lipcu 2007 roku w zamian za Kelly’ego Graya oraz wybór w drugiej rundzie SuperDraft 2008, przeszedł do Houston Dynamo (MLS). W tym samym roku zdobył z nim MLS Cup.
W styczniu 2008 roku Jaqua podpisał kontrakt z austriackim zespołem SCR Altach. W austriackiej Bundeslidze zadebiutował 16 lutego 2008 w zremisowanym 1:1 pojedynku z Austrią Wiedeń, w którym zdobył także bramkę. W Altach spędził pół roku.
Latem 2008 roku wrócił do Houston Dynamo, a w 2009 roku poprzez MLS SuperDraft 2008 trafił do Seattle Sounders (MLS). Pierwszy ligowy mecz w jego barwach zaliczył 20 marca 2009 roku przeciwko New York Red Bulls (3:0).

### Kariera reprezentacyjna
W reprezentacji Stanów Zjednoczonych Jaqua zadebiutował 29 stycznia 2006 w wygranym 5:0 towarzyskim meczu z Norwegią.